# Olney (Oregon)
Olney az Amerikai Egyesült Államok északnyugati részén, Oregon állam Clatsop megyéjében elhelyezkedő önkormányzat nélküli település, egykori gyárváros.
Névadója Cyrus Olney legfőbb bíró. A posta 1875 és 1950 között működött. A bolt ma is üzemel.
A Western Cooperage Company 1910-ben megnyílt telepét 1923 és 1943 között a Tidewater Timber Company működtette. A település népessége 1915-ben ötven fő volt.

## Fordítás
- Ez a szócikk részben vagy egészben  az   Olney, Oregon című angol Wikipédia-szócikk ezen változatának fordításán alapul.  Az eredeti cikk szerkesztőit annak laptörténete sorolja fel. Ez a jelzés csupán a megfogalmazás eredetét és a szerzői jogokat jelzi, nem szolgál a cikkben szereplő információk forrásmegjelöléseként.